# Жалын (Западно-Казахстанская область)
Жалын (каз. Жалын, до 2020 г. — Факел) — село в Байтерекском районе Западно-Казахстанской области Казахстана. Входит в состав Макаровского сельского округа. Был в составе Достыкского сельского округа. Код КАТО — 274463200.

## Население
В 1999 году население села составляло 356 человек (178 мужчин и 178 женщин). По данным переписи 2009 года, в селе проживало 326 человек (158 мужчин и 168 женщин).